# رینگرلاکتات
محلول لاکتات رینگر (به انگلیسی: Ringer's Lactate)

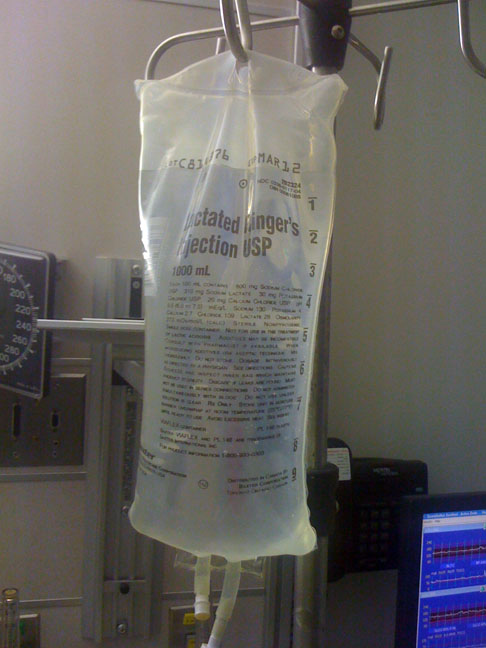
یک کیسه سرم رینگر لاکتات

نام گروه دارویی: محلولهای کریستالوئیدی حاوی الکترولیت‌ها
اشکال دارویی: سرم ۵۰۰ یا ۱۰۰۰ سی سی

## موارد مصرف
اختلال تعادل آب و الکترولیت‌ها، اسیدوز و اسهال. این سرم برای جایگزینی مایعات و الکترولیت‌های از دست رفته، برقراری تعادل مجدد آب و الکترولیت بدن به خصوص پیش و پس از جراحی و در سوختگی مصرف می‌شود.

## مکانیسم اثر
این سرم چندالکترولیتی است و شامل سدیم، پتاسیم، کلسیم، کلر و لاکتات می‌باشد. رینگر لاکتات یک محلول یونی است که حجم خون را افزایش داده و تعادل آب و الکترولیتها را برقرار می‌سازد. یون لاکتات موجود در این فراورده که به سرعت به یون بی‌کربنات متابولیزه می‌شود، در تنظیم تعادل اسید - باز دخالت دارد.

## ترکیبات
- ۱۳۰ میلی اکی والان یون سدیم = ۱۳۰ mmol/L
- مقدار۱۰۹ میلی اکی والان یون کلر = ۱۰۹ mmol/L
- مقدار ۲۸ میلی اکی والان یون لاکتات = ۲۸ mmol/L
- مقدار ۴ میلی اکی والان یون پتاسیم = ۴ mmol/L
- مقدار ۳ میلی اکی والان یون کلسیم = ۱٫۵ mmol/L

## موارد منع مصرف
نارسایی کلیه، اسیدوز متابولیک و آلکالوز، خیز، نارسایی احتقانی قلب. مصرف در بارداری و شیردهی مجاز نیست.